# Яндл, Кит
Кит Яндл (англ. Keith Yandle; род. 5 сентября 1986 года, в Милтоне, Массачусетс, США) — бывший профессиональный американский хоккеист, защитник. Занимает второе место в истории НХЛ по количеству проведённых подряд игр в регулярных чемпионатах.

## Игровая карьера
Яндл был выбран под общим 105-м номером на драфте НХЛ 2005 года командой «Финикс Койотис». 11 октября 2006 года Кит дебютировал в НХЛ в матче против «Детройт Ред Уингз» и провёл на площадке 20 минут игрового времени.
В сезоне 2007/08 Яндл принял у частие в Матче всех звёзд АХЛ.
В своём первом матче в плей-офф Кубка Стэнли 14 апреля 2010 года, Яндл отличился голом в ворота «Ред Уингз». Позже он отдал результативную передачу и был назван третьей звездой матча.
Он был выбран для участия в матче всех звёзд НХЛ 2011 в качестве замены Тобиаса Энстрёма.

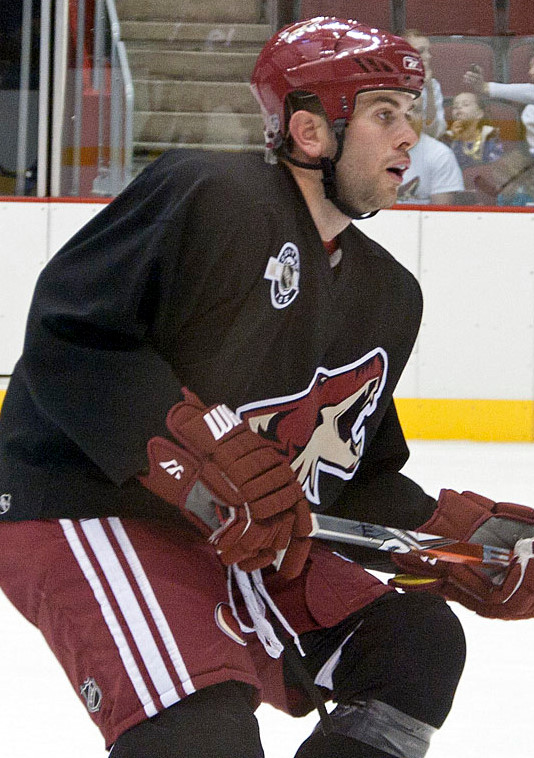
Яндл в 2010 году

1 июля 2011 года подписал новый контракт с «Финикс Койотис» на 5 лет на сумму $ 26,25 млн.
1 марта 2015 года «Аризона» обменяла Кита Яндла, защитника Криса Саммерса и выбор в четвёртом раунде драфта 2016 года в «Нью-Йорк Рейнджерс» на выбор во втором раунде драфта 2015 года, выбор в первом раунде драфта 2016 года, защитника Джона Мура и нападающего Энтони Дюклера.
21 июня 2016 года был обменян во «Флориду Пантерз», с которой заключил 7-летний контракт на $ 44,45 млн.
25 января 2022 года, в матче против «Нью-Йорк Айлендерс» (3:4), Яндл стал рекордсменом регулярных чемпионатов НХЛ — он провёл 965 матчей подряд, начиная с 26 марта 2009 года. Яндл превзошёл прежнее достижение четырёхкратного обладателя Кубка Стэнли Дуга Джарвиса (964). За это время он несколько раз сменил клубы – серия началась в «Аризоне», а продолжилась в «Нью-Йорк Рейнджерс», «Флориде» и «Филадельфии».
20 сентября 2022 года объявил о завершении карьеры.

## Достижения
- Участник матча всех звёзд НХЛ (2011, 2012, 2019)

## Статистика
| Легенда | Легенда                    | Легенда | Легенда                   | Легенда | Легенда    |
| ------- | -------------------------- | ------- | ------------------------- | ------- | ---------- |
| И       | Количество проведённых игр | Штр     | Штрафное время            | +/−     | Плюс-минус |
| Г       | Голы                       | П       | Голевые передачи          | О       | Очки       |
| -       | Статистика неизвестна      | —       | Статистика не учитывалась |         |            |